# Phantom of the Paradise
Phantom of the Paradise (titlu original: Phantom of the Paradise) este un film american de groază, de comedie, muzical din 1974 scris și regizat de Brian De Palma. Rolurile principale au fost interpretate de actorii Paul Williams, William Finley și Jessica Harper.
Scenariul este o adaptare vagă a câteva lucrări clasice europene: romanul lui Gaston Leroux din 1910 Fantoma de la operă, romanul lui Oscar Wilde din 1890 Portretul lui Dorian Gray și Faust de Goethe/Christopher Marlowe.

## Distribuție
- William Finley - Winslow Leach / The Phantom
- Paul Williams - Swan / The Phantom's singing voice
- Jessica Harper - Phoenix
- Gerrit Graham - Beef
- Raymond Louis Kennedy - Beef's singing voice
- George Memmoli - Arnold Philbin (în memoria actriței Mary Philbin din filmul din 1925 Phantom of the Opera)
- Archie Hahn, Jeffrey Comanor și Peter Elbling (ca Harold Oblong) - The Juicy Fruits / The Beach Bums / The Undead
- Rod Serling (nemenționat) - Introductory voice
- Janus Blythe - Groupie
- Mary Margaret Amato - Swan's Groupie
- Cheryl Smith - Groupie